# Јапанска инвазија Малаје
Јапанска инвазија Малаје у Другом светском рату почела је након поноћи 8. децембра 1941. (по локалном времену), два сата пре напада на Перл Харбор. То је била прва битка рата на Пацифику и вођена је између копнених снага Британске индијске армије и Јапанског царства.
Инвазија је почела у Кота Баруу, главном граду Келантана на северној обали Малаје, где се 1941. налазио центар за операције Краљевског ратног ваздухопловства и Краљевског аустралијског ратног ваздухопловства у северној Малаји. У Кота Баруу се налазио аеродром, а још два су се налазила у Гонг Кедах у Мачангу. Јапански губици су били знатни због спорадничних аустралијских напада из ваздуха, индијске обалске одбране и артиљериске ватре.